# Ingegneria del traffico

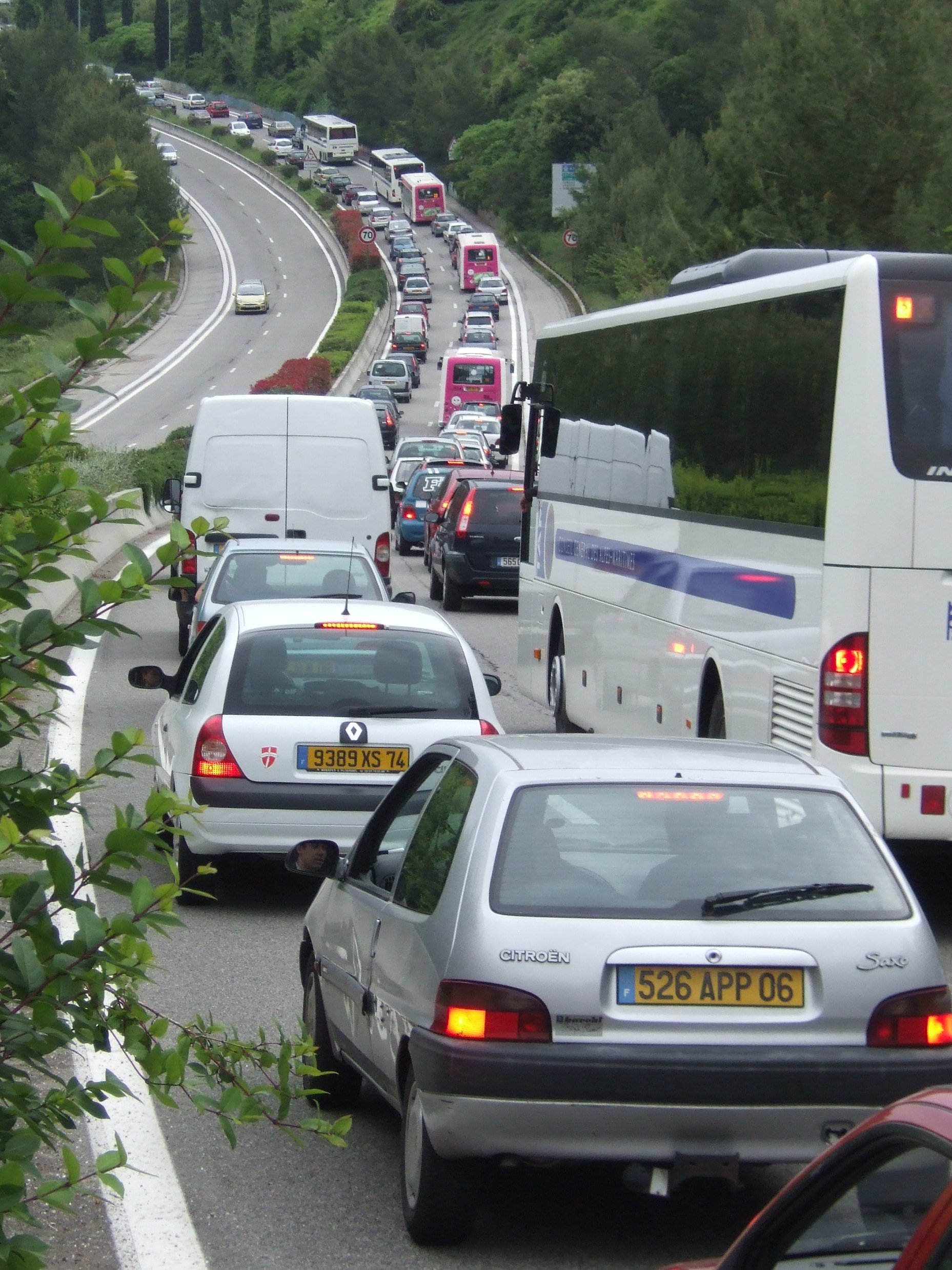
Esempio di deflusso veicolare

L'ingegneria del traffico è una branca dell'ingegneria dei trasporti che utilizza tecniche ingegneristiche per ottenere il movimento efficiente e sicuro di persone e merci su di una rete stradale.    
Per quanto riguarda la capacità delle infrastrutture stradali il testo di riferimento è il manuale della capacità delle strade (Highway capacity manual).